# Silnice II/442
Silnice II/442 je silnice II. třídy, která vede z Horního Benešova do Jakubčovic nad Odrou. Je dlouhá 39,9 km. Prochází jedním krajem a třemi okresy.

## Vedení silnice

### Moravskoslezský kraj, okres Bruntál
- Horní Benešov (křiž. II/459)
- Staré Heřminovy (křiž. III/4422, III/45919)

### Moravskoslezský kraj, okres Opava
- Bohdanovice (křiž. III/46023, III/45921)
- Hořejší Kunčice (křiž. I/46, III/4423, peáž s I/46)
- Svatoňovice (křiž. II/443, III/4425)
- Čermná ve Slezsku (křiž. III/4426, III/4427)
- Vítkov (křiž. II/462, III/4428, III/4429)
- Klokočov (křiž. III/4429)

### Moravskoslezský kraj, okres Nový Jičín
- Heřmánky (křiž. III/44212)
- Jakubčovice nad Odrou (křiž. II/441)